# Sideroxylon wightianum
Sideroxylon wightianum là một loài thực vật có hoa trong họ Hồng xiêm. Loài này được Hook. & Arn. miêu tả khoa học đầu tiên năm 1837. Trong tiếng Việt gọi là bù miên (có lẽ là phiên âm từ Bumelia), mai lai Wight, sến nhai, sến đất Trung Hoa. Phạm Hoàng Hộ trong sách Cây cỏ Việt Nam ghi nhận chúng như là 2 loài khác biệt là bù miên (Bumelia harmandii) và mai lai Wight (Sinosideroxylon wightianum).